# Monostaechas faurei
Monostaechas faurei är en nässeldjursart som beskrevs av Wilfrid Arthur Millard 1958. Monostaechas faurei ingår i släktet Monostaechas och familjen Halopterididae. Inga underarter finns listade i Catalogue of Life.